# 龍帝霸公園球場
龍帝霸公園球場（英語：LoanDepot Park，或譯作貸得寶公園）是位於美國佛羅里達州邁阿密的新的球場，並於2012年3月5日正式開幕啟用，於同年4月4日開幕戰由同時更名後的邁阿密馬林魚對戰聖路易紅雀。
馬林魚球場目前是美國職業棒球大聯盟邁阿密馬林魚隊的主場地。2021年，貸得寶公司（LoanDepot）購得馬林魚球場的冠名權，因此該球場更名為貸得寶公園球場。

## 外部連結
- Miami Marlins Official Homepage Archive-It的存檔，存档日期2011-11-12
- Live Webcams of Marlins' new ballpark construction （页面存档备份，存于）
- Moss & Associates, construction manager of the Marlins Ballpark （页面存档备份，存于）
- Hunt/Moss Joint Venture for Marlins Ballpark Construction
- 龍帝霸公園球場的X（前Twitter）